# أشلي بوير
أشلي بوير (بالإنجليزية: Ashley Bowyer)‏ هي لاعبة كرة قدم أمريكية، ولدت في 8 يونيو 1988 في أليسو فيجو في الولايات المتحدة. لعبت مع Pali Blues ‏.